# Paul Wellens (Radsportler)
 Paul Wellens (* 27. Juni 1952 in Hasselt) ist ein ehemaliger belgischer Profi-Radsportler. Er begann seine Karriere 1976, ohne dass er in den ersten Jahren namhafte Erfolge feiern konnte. Erst 1977 konnte er das erste Profi-Rennen für sich entscheiden. Sein größter Erfolg war  der Sieg bei der Tour de Suisse im Jahr 1978 mit einem Vorsprung von 18 Sekunden auf den Schweizer Ueli Sutter. Dabei gewann Wellens keine  Etappe. 1985 beendete Wellens seine Karriere.
Paul Wellens ist der ältere Bruder von Johann und Leo Wellens und der Onkel von Yannick und Tim Wellens. Er hat eine Ausbildung als Primarlehrer.

## Erfolge
1977
- eine Etappe Baskenland-Rundfahrt
- eine Etappe Tour de France
- Grand Prix d’Orchies

1978
- eine Etappe Tour de France
- Gesamtwertung Tour de Suisse

1983
- eine Etappe Tour de l’Avenir